# Spanisches Amnestiegesetz 1977
Das spanische Amnestiegesetz von 1977 (spanisch Ley de Amnistía, formell Gesetz 46/1977 vom 15. Oktober 1977) ist ein Gesetz, das am 15. Oktober 1977 in Spanien vom Parlament erlassen wurde und mit seiner Veröffentlichung im Staatsanzeiger unter der Registrierung  BOE-A-1977-24937 am 17. Oktober desselben Jahres, zwei Jahre nach dem Tod des Diktators Francisco Franco, in Kraft trat.
Das Gesetz – bestehend aus insgesamt 12 Artikeln – sieht eine Amnestie für alle Handlungen mit politischer Absicht vor, die bis zum 15. Juni 1977, dem Datum der ersten demokratischen Wahlen nach vierzig Jahren Diktatur, als Straftaten im Sinne des Gesetzes angesehen wurden.  Ebenso gewährt es Behörden und Vollzugsbeamten Amnestie, die bei der Verfolgung politischer Handlungen Verbrechen oder Vergehen begangen oder „die Rechte von Personen“ verletzt hatten. Das Gesetz hatte zum Ziel, etwaige strafrechtliche Auswirkungen zu verhindern, welche die seinerzeitige Konsolidierung hin zu einer Demokratie in Spanien gefährden könnten. Es wird als Grund dafür angeführt, dass Menschenrechtsverletzungen durch Anhänger Francisco Francos nicht untersucht und verfolgt werden.
Das Gesetz war der explizite Ausdruck des spanischen sogenannten „Pakt des Vergessens“ (spanisch: Pacto de Olvido, eine politische Entscheidung sowohl der linken als auch der rechten Parteien Spaniens, die direkte Auseinandersetzung mit dem Erbe des Franquismus nach dem Tod Francos im Jahr 1975 zu vermeiden). Das Gesetz wurde insbesondere durch die kommunistische Partei und die sozialistische PSOE vorangetrieben, die Franco-nahe Alianza Popular weigerte sich an dem Gesetzestext mitzuarbeiten. Es war als Antwort gedacht auf Forderungen der linken Opposition nach Freilassung der zum damaligen Zeitpunkt immer noch inhaftierten politischen Gefangenen, während Spaniens Rechte dies als Freibrief für sämtliche franquistischen Verbrechen angesehen haben.
Der finale Gesetzentwurf wurde am 6. Oktober 1977 dem spanischen Parlament vorgestellt. Es wurde von einer großen Mehrheit der Abgeordneten, bei Enthaltung der Alianza Popular, am 15. Oktober 1977 angenommen.  Es gab insgesamt 296 Stimmen für das Gesetz, zwei Gegenstimmen der Abgeordneten Julio Busquets und José Antonio Bordés Vila (PSOE), 18 Enthaltungen und eine nicht gültige Stimme.
Unmittelbar nach Verkündung des Gesetzes wurden 118 politische Gefangene freigelassen.

## Kontroversen
Der spanische Staat argumentiert, dass Täter von Verbrechen gegen die Menschlichkeit im Nachhinein nicht für Verbrechen verfolgt werden könnten, die vor 1939 begangen wurden. Diese Auffassung wurde von den obersten spanischen Gerichten mehrfach bestätigt. Die Vereinten Nationen nebst diverser Menschenrechtsorganisationen wie etwa Amnesty International und Human Rights Watch sind gegenteiliger Ansicht und haben dies mehrfach zum Ausdruck gebracht; die Verbrechen der Franco-Ära sollten untersucht werden.
Unter anderem am 5. Januar 2009 hatten die Vereinten Nationen Spanien gegenüber deutlich ihre Besorgnis zum Ausdruck gebracht, dass das Gesetz nach wie vor in Kraft sei. Drei Tage später antwortete die spanische Regierung mit einer diplomatischen Note, in welcher sie sich irritiert zeigte und darauf verwies, dass das Gesetz die Zustimmung des gesamten spanischen Volkes aufweise.
Anfang Februar 2012 wiederum forderte die Hohe Kommissarin der Vereinten Nationen für Menschenrechte, Navi Pillay, formell die Aufhebung des Amnestiegesetzes von 1977 mit der Begründung, dass es gegen internationale Menschenrechtsvorschriften verstoße. Pillay verwies auf die Verpflichtung Spaniens zur Einhaltung des Internationalen Pakts über bürgerliche und politische Rechte. Nach den internationalen Menschenrechtsvorschriften gibt es keine Verjährungsfrist für Verbrechen gegen die Menschlichkeit.
2013 forderte eine Expertengruppe der Vereinten Nationen Spanien erneut auf, das Gesetz von 1977 aufzuheben.